# Женская сборная Украины по регби-7
Женская сборная Украины по регби-7 — национальная женская сборная, представляющая Украину на соревнованиях по регби-7. Управляется Федерацией регби Украины.

## Краткая история

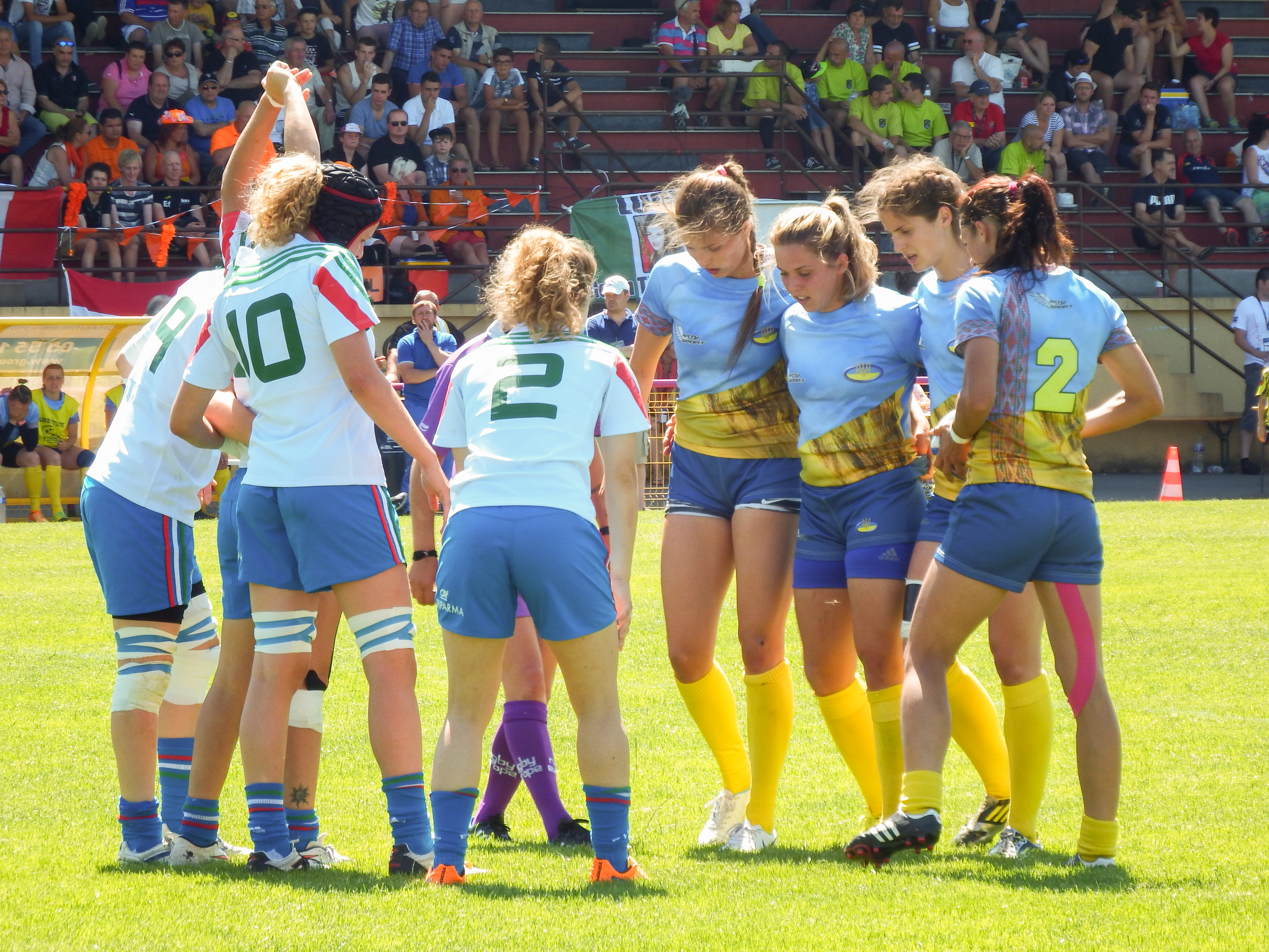
Матч против Италии 20 июня 2015 года

Дебют сборной Украины на чемпионатах Европы состоялся в 2012 году, куда Украина вышла, выиграв турнир в Риге (итогом стало 7-е место). Второй чемпионат Европы 2013 года завершился для Украины 11-м местом из 12 команд и вылетом в дивизион А. В следующий раз Украина выступила на высшем уровне в 2015 году после того, как выиграла Дивизион А в 2014 году (победа на турнире в Норвегии). Команда заняла 9-е место на турнире среди 12 команд. В 2016 году они заняли последнее 10-е место, вылетев из элитного дивизиона (Гран-При).
В 2018 году сборная Украины завоевала серебряные медали розыгрыша Трофи чемпионата Европы и вышла в высший дивизион Гран-При (она заняла 2-е место на домашнем этапе в Днепре). В 2019 году один этап чемпионата Европы они сыграли в Харькове, заняв в итоге 12-е место и вылетев снова в Трофи.
В 2021 году Украина выиграла Трофи чемпионата Европы.

## Составы прошлых лет

### Чемпионат Европы 2018 года
Состав на этап Трофи чемпионата Европы 2018 года (23 и 24 июня, Днепр). Главный тренер: Вячеслав Козьменко.
| Игрок             | Город   |
| ----------------- | ------- |
| Мария Ращук       | Киев    |
| Алиса Ульянкина   | Киев    |
| Наталья Мазур     | Киев    |
| Оксана Никоряк    | Киев    |
| Марина Бородина   | Одесса  |
| Анастасия Бардыка | Одесса  |
| Елена Чеботарь    | Одесса  |
| Татьяна Тарасюк   | Одесса  |
| Анна Жигунова     | Одесса  |
| Оксана Пасичко    | Одесса  |
| Ольга Суркова     | Одесса  |
| Юлия Иващенко     | Харьков |

### Dubai Rugby Sevens 2018
Состав на любительский турнир в Дубае (29 ноября — 1 декабря). Главный тренер: Вячеслав Козьменко.
| Игрок             | Город   |
| ----------------- | ------- |
| Мария Ращук       | Киев    |
| Анна Данько       | Киев    |
| Алиса Ульянкина   | Киев    |
| Наталья Мазур     | Киев    |
| Оксана Никоряк    | Киев    |
| Марина Бородина   | Одесса  |
| Анастасия Бардыка | Одесса  |
| Елена Чеботарь    | Одесса  |
| Татьяна Тарасюк   | Одесса  |
| Кристина Катилова | Одесса  |
| Ольга Суркова     | Одесса  |
| Юлия Иващенко     | Харьков |

## Тренеры
- Примаченко, Александр Анатольевич (—2015)[12][13]
- Козьменко, Вячеслав Анатольевич
- Мигунов, Александр Владимирович